# Tillandsia retorta
Tillandsia retorta är en gräsväxtart som beskrevs av August Heinrich Rudolf Grisebach och John Gilbert Baker. Tillandsia retorta ingår i släktet Tillandsia och familjen Bromeliaceae. Inga underarter finns listade i Catalogue of Life.